# Commission scolaire des Affluents
 (septembre 2020).
Pour les raisons suivantes :
- Les commissions scolaires québécoises étaient une forme de gouvernement local composé de commissaires élus et disposant de pouvoirs de taxation. Leur admissibilité dans Wikipédia est bien établie.
- Par contre, les centres de service scolaires sont plutôt des centres administratifs relevant du ministère de l'Éducation. Leur mode de gestion et leurs pouvoirs sont différents de ceux des commissions scolaires. Leur admissibilité selon les critères de Wikipédia n'a pas encore été démontrée.
- Vu leur nature différente, les éventuels articles sur les centres de services scolaires devraient être distincts de ceux des commissions scolaires, et non des renommages de ceux-ci.
- Les contributeurs sont invités à discuter de ce sujet sur Discussion Projet:Québec.

La Commission scolaire des Affluents est une ancienne commission scolaire québécoise, elle est abolie en 2020 et remplacée par un centre de services scolaire francophone desservant les municipalités régionales de comté des Moulins et de L'Assomption dans la région de Lanaudière au Québec (Canada).

## Histoire
Créée en 1998 par la fusion des commissions scolaires des Manoirs, de Le Gardeur et par l'annexion d'une partie du territoire des commission scolaire de L'Îndustrie et Des Cascades-L’Achigan.

## Bâtiment des commissions scolaires
1948: Construction de l'école Jean-Claude-Crevier (Repentigny)
1951: Construction de l'école Alphonse-Desjardins (Repentigny)
1956: Construction de l'école Saint-Paul (Repentigny)
1957: Construction de l'école La Passerelle (Repentigny)
1958: Construction de l'école Lionel-Groulx (Repentigny)
1959: Construction de l'école Jean-XXIII (Repentigny)
1960: Construction de l'école Louis-Joseph-Huot (Repentigny)
1961: Construction de l'école Marie-Victorin et Pie-XII (Repentigny)
1962: Construction de l'école Longpré (Repentigny)
1963: Construction de l'école Jean-Baptiste-Meilleur (Repentigny)
1964: Construction de centre administratif (Repentigny)
1965: Construction de l'école Louis-Fréchette et Jean-XXIII annexe (Repentigny)
1966: Construction de l'école Henri-Bourassa et Longpré annexe (Repentigny)
1968: Agrandissement de l'école Longpré
1969: Agrandissement de l'école Jean-Baptiste-Meilleur
1971: Construction de centre de formation professionnelle des Riverains (Repentigny)
1971: Construction de l'école Émile-Nelligan (Repentigny)
1981: Construction de l'école Tournesol (Repentigny)
1982: Agrandissement de centre administratif
1982: Construction de l'école des Moissons (Repentigny)
1986: Construction de l'école Entramis et du Moulin (Repentigny)
1988: Construction de l'école l'Horizon et de la Paix (Repentigny)
1989: Construction de l'école le Bourg-Neuf (Repentigny)
1991: Construction de l'école la Tourterelle (Repentigny)
1992: Construction de l'école Félix-Leclerc et Jean-Duceppe (Repentigny)
1993: Agrandissement de centre de formation professionnelle des Riverains
1998: Construction de l'école la Majuscule (Repentigny)
2003: Agrandissement de l'école Félix-Leclerc
2005: Agrandissement de l'école Jean-Claude-Crevier
2011: Agrandissement de centre de formation professionnelle des Riverains
2013: Agrandissement de l'école de la Paix
2016: Construction de l'école Valmont-sur-Parc (Repentigny)
2017: Agrandissement de l'école la Tourterelle
2019: Agrandissement de l'école Félix-Leclerc
2021: Agrandissement de l'école Félix-Leclerc